# Anno (Computerspielreihe)
Anno ist eine Computerspiel-Serie aus dem Genre der Wirtschaftssimulationen. In Anno-Spielen leitet der Spieler eine Expedition in inselreiche Regionen. Seine Aufgabe ist es, Inseln zu erschließen und zu bevölkern. Die zentrale Herausforderung liegt darin, alle Warenforderungen, die die Bevölkerung hat, zu befriedigen.
Die Reihe wurde zu Beginn vom österreichischen Entwicklerstudio Max Design und später vom deutschen Studio Related Designs entwickelt. Als Publisher fungierte bis 2007 Sunflowers, danach übernahm Ubisoft die Veröffentlichung.
Bislang sind sieben Teile für PlayStation 5, Xbox Series, Windows, sowie Ableger für Nintendo DS, Wii, als Browserspiel und als Mobile App erschienen.

## Spielprinzip
In den Spielen der Anno-Serie geht es um den Aufbau einer wohlhabenden Stadt in inselreichen Regionen. Der Spieler startet zunächst auf einer dieser Inseln oder in einem Schiff mit Rohstoffen und baut eine kleine Siedlung auf. Damit die Stadt wächst, muss der Spieler Verbrauchsgüter wie Nahrung, Kleidung oder Schmuck herstellen. Um an die dafür notwendigen Rohstoffe zu kommen, wird es bereits früh erforderlich, neue Inseln zu besiedeln. Die Komplexität dieser Produktionsketten nimmt während einer Partie deutlich zu.
In der Regel besiedelt der Spieler Regionen nicht alleine, sondern tritt gegen bis zu drei Konkurrenten an. Diese verfügen über individuelle Spielstile und sind entweder friedfertig oder kriegerisch gesinnt. Neben dem Handel mit Spielern, die Inseln mit benötigten Rohstoffen besiedeln, kann es notwendig sein, dass der Spieler zum Schutz seiner Inseln ein Heer und eine Flotte aufstellt, sowie Verteidigungsanlagen errichtet. Vor allem in früheren Spielen der Serie gab es keinen anderen Weg, die Insel eines Mitspielers außerhalb militärischer Auseinandersetzungen einzunehmen. In neueren Spielen ist die Übernahme von Inseln durch den Kauf von Anteilen möglich.
Von den Entwicklern der Anno-Serie werden Spieler in „Minmaxer“ und „Schönbauer“ unterteilt: die Minmaxer versuchen, auf minimalem Raum die maximale Effizienz zu erreichen. Ihnen widmen sich alle Features, die den begrenzten Inselraum planmäßig und effizient aufteilen, wie Bauplan-Stempel. Die Schönbauer bewerten ihre Siedlung dagegen nicht nach ökonomischen Faktoren, sondern errichten Siedlungen, die durch ihre Stadtplanung mit Ornamenten und Grünflächen attraktiv sind. Auch an geometrischen Formen abseits des reihentypischen Kartenrasters wird sich versucht. Ihnen widmen sich alle dekorativen Bauten, wie Statuen und Parks, die es in unterschiedlichem Umfang seit den Anfängen der Anno-Serie gibt. War eine ansprechende Plan- und Bauweise im überwiegenden Teil der Reihe vor allem dekorativ, konnten sich Schönbauer erstmals im Teil Anno 1800 Spielvorteile durch ihre Bauweise erspielen. Minmaxer spielen häufiger gegen Gegner, während Schönbauer bevorzugt als Einzelspieler in einer freien Inselwelt ohne Gegner spielen.

## Entwicklungsgeschichte
Der Entwickler Max Design war zu Beginn der Arbeiten an Anno 1602 in finanziellen Schwierigkeiten, was vor allem an einer gescheiterten Gründung einer Vertriebsniederlassung in Paderborn lag. Deshalb suchten die Entwickler für ihr nächstes Spiel die Unterstützung des deutschen Publisher Sunflowers. Ihnen stellte Max Design 1996 zwei Spiele vor: Tourist und Anno 1602, welches damals nur 1602 hieß. Nach Unterzeichnung des Publishing-Vertrags setzte das vierköpfige Team bei Max Design die Arbeit an Anno 1602 fort. Das Team bestand aus den Programmierern Albert Lasser und Wilfried Reiter, sowie den Grafikern Martin Lasser und der neu eingestellten Ulli Koller. Sunflowers arbeitete den Entwicklern zu und entwarf mit 20 Mitarbeitern Szenarios und Inseln. Anno 1602 wurde im September 1997 auf der Fachmesse ECTS vorgestellt und kam zum geplanten Release-Termin am 31. März 1998 auf den Markt. Das erste Spiel der Anno-Reihe verkaufte sich zwischen 2,2 und 4 Millionen Mal.
Bei der Entwicklung von Anno 1503 stand Max Design vor der Frage, ob die Spielwelt zweidimensional wie beim Vorgänger bleiben oder in 3D-Optik erscheinen sollte. Aufgrund der Hardware der damaligen Zeit entschied sich das Team gegen eine 3D-Welt. Dem Spiel blieben aber 3D-Spritegrafik und Höhenunterschiede auf den Inseln aus dieser Idee erhalten. Das Entwicklerteam wuchs auf zehn Personen an, dennoch dauerte die Entwicklung statt der geplanten zwei Jahre vier Jahre, bis es am 25. Oktober 2002 erschien. Viele Probleme hatte das Team mit dem vorher beworbenen Multiplayer, der zum Release zwar in den Daten vorhanden war, aber nicht stabil funktionierte. Mit einem späteren Patch wurde der Button im Menü sogar komplett ausgeblendet. Kurz nach dem Add-on Schätze, Monster und Piraten wurde die Arbeit am Multiplayer 2004 komplett eingestellt. Durch die langen Verzögerungen war das Verhältnis zwischen Max Design und Sunflowers zerrüttet. Sie beendeten ihre Zusammenarbeit und Max Design musste 2004 seine Mitarbeiter entlassen.
Da die Rechte für Anno bei Sunflowers lagen, beauftragten sie das Mainzer Studio Related Designs mit der Entwicklung eines Nachfolgers mit dem Namen Anno 1701, welcher am 26. Oktober 2006 erschien. Related Designs arbeitete bis zu diesem Zeitpunkt an Anno War, einem Echtzeit-Strategie-Ableger, der allerdings nie erschien. Da das Team keine Erfahrung mit Aufbauspielen hatte, wurde zur Unterstützung Wilfried Reiter, der an den ersten beiden Anno-Spielen beteiligt war, ins Team geholt. Damit waren über 50 Mitarbeiter an der Entwicklung von Anno 1701 beteiligt. Mit Anno 1701 wurde auch 3D-Grafik zum Standard für die Spielereihe. Erstmals waren in einem Anno-Spiel auch Mehrspieler-Partien möglich. Eine einführende Spielkampagne gab es dagegen bis zum Erscheinen des Add-Ons Der Fluch des Drachen nicht.
Während der Entwicklung des Nachfolgers Anno 1404 wurde der Spielverlag Sunflowers von Ubisoft übernommen. Damit gingen auch der 30-prozentige Unternehmensanteil an Related Designs und die Rechte von Anno an Ubisoft über. Nach der Veröffentlichung des Add-Ons Venedig übernahm Ubisoft das Studio Related Designs vollständig und firmierte es nach der Veröffentlichung von Anno 2070 in den Mainzer Ableger des Düsseldorfer Studios Blue Byte (u. a. Die Siedler) um. Blue Byte war zuvor bereits an der Entwicklung von Anno 1404 und dessen Add-On beteiligt, während es parallel an verschiedenen Spielen der Siedler-Reihe arbeitete.

## Hauptreihe

### Anno 1602
Anno 1602 ist das erste Spiel der Serie, das am 31. März 1998 im deutschsprachigen Raum erschien. Es wurde von Max Design in Österreich entwickelt und von Sunflowers veröffentlicht.
Das Spiel legte die Grundprinzipien fest, auf denen die Anno-Titel bis heute aufbauen. Zur Darstellung nutzt Anno 1602 eine isometrische Perspektive und Sprite-Grafik, die am Computer in einem 3D-Programm generiert wurde.
Für das Spiel erschien die Erweiterung Neue Inseln, Neue Abenteuer mit neuen Karten und Szenarien, einigen Spielmechaniken wie Vulkanausbrüchen, und ein Szenario, das von der Band Die Prinzen vertont wurde.

### Anno 1503
Anno 1503 ist der zweite Teil der Serie und erschien am 31. Oktober 2002. Wie der Vorgänger wurde auch Anno 1503 von Max Design entwickelt und von Sunflowers veröffentlicht.
In spielerischer Hinsicht baut der Titel auf dem Vorgänger auf. Die Wirtschaftskreisläufe wurden komplexer gestaltet; für die Verteilung der Waren wurden, bislang einmalig in der Anno-Reihe, verschiedene Marktstände eingeführt. Schmuckornamente zur Zierde der Stadt wurden erstmals eingeführt und begründeten die Spielergattung der Schönbauer, denen bis heute weniger an der Effizienz und mehr an der Ästhetik der von ihnen gestalteten Städte gelegen ist.
Die Grafik-Engine und die grafische Gestaltung wurde dem technischen Stand angepasst. Ein angekündigter Mehrspieler-Modus wurde im Originalspiel nicht veröffentlicht.
Max Design, als Entwicklerstudio abhängig von seinem einzigen Publisher Sunflowers, löste infolge der Probleme bei der Entwicklung zunächst die Zusammenarbeit mit diesem und anschließend sich selbst auf.

### Anno 1701
Anno 1701 ist das dritte Spiel der Serie und erschien am 26. Oktober 2006 in Deutschland. Es ist der erste Teil, der von dem Mainzer Studio Related Designs entwickelt wurde.
Erstmals wurde ein Anno-Spiel in 3D-Grafik umgesetzt. Neu waren Computerspieler mit eigener Sprachausgabe, die nicht nur einen Spielstil, sondern auch eine Persönlichkeit verkörperten. Dadurch wurden diplomatische Beziehungen mit den Mitspielern vielschichtiger.
Die Erweiterung Der Fluch des Drachen ergänzte das Spiel um die fehlende Kampagne.

### Anno 1404
Anno 1404 ist der vierte Teil der Serie und erschien am 25. Juni 2009. Related Designs entwickelte dieses Spiel unter der Leitung des Entwicklerstudios Blue Byte, das vor allem für die Siedler-Reihe bekannt ist und alle Entwicklungsprojekte verantwortet, die Ubisoft in Deutschland durchführt.
Eine neue Spielidee ist die Einführung des Orients als wichtiger Außenposten für Waren, die dort produziert und in die Inselwelt des Okzidents eingeführt werden müssen, um fortgeschrittene Bevölkerungsstufen zu erreichen. Wüstenartige Landstriche werden durch kleine und große Bewässerungspumpen für den Anbau von landwirtschaftlichen Erzeugnissen wie Farbstoffe und Gewürze fruchtbar gemacht. Militärisch war die Einnahme einer Insel nicht mehr ausschließlich über den Seeweg möglich; es mussten Trutzburgen an der Küste errichtet werden, über welche zuvor ausgebildete Truppen die Insel erreichen konnten, um gegnerische Truppen zu bekämpfen und Markthäuser zu belagern. Die Vorbereitung der Truppen auf den Konflikt, etwa durch Proviant, entschied die Schlacht. Neutrale Parteien waren erstmals nicht mehr auf ihrer eigenen Insel, sondern auch in Ecken von besiedelbaren Inseln zu finden, sodass sie auf diese Weise für Insel- oder Spielvorteile sorgen konnten, sofern man ihre Bedürfnisse befriedigte. Bettler konnten sich gegen Erlaubnis in der Stadt niederlassen und gewährten, neben einem Zufriedenheitsmalus auf die ansässige Bevölkerung, Aufstiegsrechte. Verwehrte man Bettlern den Zugang zur Stadt, konnten diese versuchen, ihren Zugang mit Waffengewalt zu erzwingen.
Neu eingeführt wurden auch Spielerfolge, die durch bestimmte Spielereignisse erreicht wurden.
Die Erweiterung Venedig führte neue Szenarios, einige neue Computerspieler, die Loge für die Ausbildung von Assassinen zur Sabotage gegnerischer Städte und die Möglichkeit der wirtschaftlichen Übernahme gegnerischer Inseln durch den Kauf von Anteilen ein. Letzteres wurde in allen nachfolgenden Anno-Teilen ein Bestandteil des Spiels.

### Anno 2070

Logo von Anno 2070

Anno 2070 ist der fünfte Teil der Serie und erschien am 17. November 2011. Related Designs entwickelte dieses Spiel unter der Leitung des Entwicklerstudios Blue Byte. Dieser Anno-Teil ist der erste, der in der Zukunft spielt.
Das Spiel widmete sich den Folgen des Klimawandels, infolgedessen sich durch den Anstieg des Meeresspiegels Landmassen in Inselwelten aufgeteilt haben. Megakonzerne haben die Rolle von Staaten eingenommen. Die Eden Initiative, der Konzern der umweltschützenden Ecos, und die Global Trust Inc., der Konzern der wirtschaftlich orientierten Tycoons, sowie ihre entgegengesetzten Lebensweisen, konkurrieren miteinander. Höhere Bevölkerungsstufen lassen sich jedoch nur mit der dritten Fraktion, dem Tech-Konzern S.A.A.T., erreichen. Schlussendlich ist die Ansiedlung der jeweils anderen Fraktion auf der eigenen Insel möglich. Als neue Spielmechanik wurde die Umweltbilanz der Insel eingeführt, welche die Fruchtbarkeit und Lebensqualität auf der Insel beeinflusst. Rohstoffe auf der Insel sind endlich, können aber durch wissenschaftliche Produkte „erneuert“ werden. Durch die Forschung der Techs kann erstmals eine Luftwaffe ausgebildet werden. Das Landgefecht entfiel.
Die Erweiterung Tiefsee ermöglichte den Bau von U-Booten, mit denen die Unterwasserwelt erkundet werden konnte. Untergegangene Inseln erweiterten Warenwirtschaftskreisläufe und boten neue Rohstoffe für neue Waren des Bedarfs.

### Anno 2205

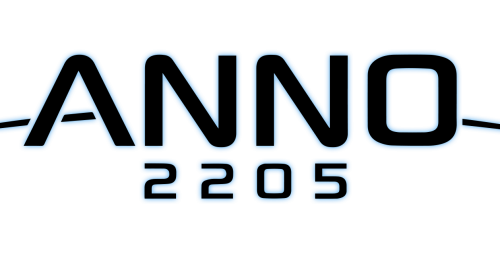
Logo von Anno 2205

Mit Anno 2205 kündigte Ubisoft am 16. Juni 2015 den sechsten Teil der Serie an, welcher am 3. November 2015 veröffentlicht wurde. Zum ersten Mal spielt ein Anno mit der Besiedelung des Mondes auch teilweise außerhalb der Erde.
135 Jahre nach den Ereignissen von Anno 2070 ist der Planet vereint, erholt sich von der Klimakatastrophe und tritt die Besiedelung des Mondes an. Der Spieler besiedelt seine Inselwelten vollständig ohne Konkurrenz in verschiedenen Inselwelten in zwei Klimazonen und auf dem Mond. Eine positive Bilanz lässt sich ausschließlich durch den Aufbau der eigenen Inselwelten und durch den Weltmarkthandel erreichen. Andere Spieler und Außenposten, mit denen gehandelt oder die eingenommen werden könnten, gibt es in diesem Maße nicht. Militärische Konflikte sind auf Minispiele in separaten Konfliktzonen beschränkt; mit späteren Erweiterungen können auch die eigenen Inselwelten durch Konflikte bedroht werden. Weitere neue Spielidee ist die Echtzeitsimulation von Warenwirtschaftskreisläufen, die durch Logistik unterstützt werden muss.
Weitere Spielfunktionen wurden erstmals nicht durch ein einziges Add-On, sondern als DLC-Erweiterungen zur Verfügung gestellt.

### Anno 1800

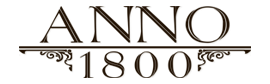
Logo von Anno 1800

Am 22. August 2017 kündigte Ubisoft mit Anno 1800 den siebten Teil der Serie an. Die verhaltene Reaktion der Community und die fehlende Langzeitmotivation des Vorgängers motivierten Entwickler Blue Byte zu einer „communitynahen“ Entwicklung, in deren Prozess die Spieler beispielsweise über Charaktere und Spielfeatures abstimmen und Kommentare abgeben können. Dies geschieht über die neu gegründete Anno Union-Community.
Anno 1800 erschien am 16. April 2019. Der Spieler wird in die Zeit der industriellen Revolution zurückversetzt. Zentrale neue Spielmechanik ist das Steigern der Effizienz von ursprünglich statischen Produktionsstätten durch Items, Gebäudeeffekte und eine Stromversorgung. Weitere Spielmechaniken beinhalten Zeitungspropaganda sowie – ein Novum in einem Anno-Spiel – Spielvorteile durch Schönbauen durch ein Attraktivitätssystem.
Zahlreiche Erweiterungen ergänzen das Spiel um Ornamente, Szenarien, Spielvorteil-Items sowie weitere Inselwelten.

### Anno 117
Am 10. Juni 2024 kündigte Ubisoft mit Anno 117 den achten Teil der Serie an, der am 13. November 2025 erscheinen soll und zeitlich in der Antike angesiedelt sein wird. Entwickler wird erneut Blue Byte sein.

## Ableger

### Anno 1701für Nintendo DS
Anno 1701 (in Nordamerika Anno 1701: Dawn of Discovery) ist ein Konsolenableger, der auf dem gleichnamigen Titel basiert. Es ist der erste Titel der Serie, der für die mobile Konsole Nintendo DS erschien. Das Spiel wurde vom Frankfurter Studio Keen Games entwickelt und von Disney Interactive im Sommer 2007 veröffentlicht. Die Spielmechanik ähnelt dem Windows-Titel Anno 1701, sie wurde allerdings an einigen Stellen simpler gestaltet. Dafür bietet das Spiel eine eigenständige Kampagne.

### Anno Online
Auf der Gamescom 2012 stellte Ubisoft am 15. August 2012 Anno Online vor. Erstmals wurde mit dieser Weiterentwicklung der Anno-Reihe auf Free-to-play gesetzt. Am 8. Oktober 2012 begann die geschlossene Beta, die offene Beta-Version wurde am 26. Februar 2013 gestartet. Anno Online wurde zum 31. Januar 2018 eingestellt.

### Anno – Erschaffe ein Königreich
Das kostenlose Android-Spiel Anno: Build an Empire – Erschaffe ein Königreich ist eine Weiterführung des Browserspiels Anno Online. Es ist optisch und inhaltlich sehr nah an die Originalversion „Anno 1602“ angelehnt. Wie in der PC-Spiel-Serie, werden in der App ein frühneuzeitliches Reich errichtet und frühneuzeitliche Metropolen erschaffen, die stetig weiterentwickelt werden können.

### Anno – Erschaffe eine neue Welt
Anno – Erschaffe eine neue Welt ist im Mai 2009 erschienen und eine Adaption des Anno-Spielprinzips für den Nintendo DS und die Wii, entwickelt von Keen Games und Blue Byte. Die Durchschnittswertung laut critify.de beträgt 85/100 bei 29 Rezensionen für die Wii-Umsetzung und 84/100 bei 19 Rezensionen für die DS-Fassung. Metacritic errechnete für die englischsprachige Wii-Fassung 81 und für die DS-Fassung 82 von 100 Punkten.

## Rezeption
| Spiel     | GameRankings  | Metacritic                    |
| --------- | ------------- | ----------------------------- |
| Anno 1602 | 74,12 %       | –                             |
| Anno 1503 | 71,59 %       | 74/100                        |
| Anno 1701 | 80,50 % (NDS) | 78/100 (NDS) 79/100 (Windows) |
| Anno 1404 | 82,11 %       | 82/100                        |
| Anno 2070 | 84,77 %       | 83/100                        |
| Anno 2205 | 70,96 %       | 72/100                        |
| Anno 1800 | 78,08 %       | 81/100                        |

### Bewertung in Spielemagazinen
Spielemagazine lobten Anno 1602. Die meisten Berichte zum Spiel erschienen im deutschsprachigen Raum. GameRankings berechnete eine Metawertung von 74,12 %. Tester schrieben, das Spielkonzept sei einfach, aber spaßig und vielseitig. Kritik übten einzelne Magazine an der Grafik, die nicht mehr zeitgemäß sei.
Auch Anno 1503 wurde wohlwollend von der Presse aufgenommen. Mit einer Metawertung von 71,59 % bei GameRankings fielen die Wertungen aber tendenziell schwächer aus. Da das Spiel dem Vorgänger stark ähnelte, nannten die Autoren auch die gleichen Stärken des Spiels. Viele Neuerungen, etwa die Kampagne oder der erweiterte Militär-Teil seien dagegen weniger gut gelungen. Andere Autoren beklagten zusätzlich den Mangel an Innovationen.
Bei Anno 1701 lobten Tester die gelungene Weiterentwicklung der Vorgänger sowohl aus technischer als auch aus spielerischer Sicht. Zu den Stärken zählen unter anderem die vielfältigen Spielmöglichkeiten, die gut gestalteten Profile der Computerspieler und die schön anzuschauende Grafik. Mängel habe das Spiel lediglich im teilweise zähen Mehrspieler-Modus sowie in einer zu Monotonie neigenden Anfangsphase. Ebenfalls fehle es an einer zusammenhängenden Kampagne.
Am vierten Teil, Anno 1404, fassten Berichterstatter positiv auf, dass die Komplexität gegenüber dem Vorgänger deutlich zugenommen habe. Der gestiegene Anspruch sei jedoch über die verschiedenen Spielstufen gut verteilt, sodass kaum Eintönigkeit beim Spielen aufkomme. Kritik übten jedoch vor allem Kunden am verwendeten Kopierschutz Tagès. Dieser sorge auf einigen Systemen für technische Schwierigkeiten und verhindere mitunter ein Starten des Spiels.
Anno 2070 hat, laut der Presse, noch einmal an Umfang zugelegt, was allerdings bei der Anzahl an Gebäuden hinderlich sei, da diese nur über verschachtelte Menüs erreicht werden können. Dennoch sei das Spiel enorm fesselnd, da es zum ersten Mal ein wirklich neues Szenario biete.
Anno 2205 wurde von der Presse allgemein positiv aufgenommen, für die Optik gelobt und für den Mut zu geänderten Spielelementen gewürdigt. Bei den geänderten Spielelementen handelt es sich unter anderen um Teilkarten für die einzelnen Gebiete eines Spiels (z. B. Arktis, Tundra und Mond), direkten Gegnerkontakt nur in designierten Schlachtfeld-Gebieten, Kombination aus Kampagne und Endlosspiel, Arbeitskraft sowie Logistik als Ressource und den Online-Weltmarkt für den Warenverkauf. Kritisiert wurde die fehlende Möglichkeit zum Speichern von einzelnen Spielständen und allgemein das Kampfsystem. Als DRM kommt Uplay zum Einsatz.

### Verkaufszahlen
In kommerzieller Hinsicht war Anno 1602 erfolgreich. Mit mehr als zwei Millionen verkauften Einheiten war es seinerzeit eines der meistverkauften Spiele aus dem deutschsprachigen Raum.

### Kritik
Der Spieleserie wird vorgeworfen, kolonialistische Aspekte zu reproduzieren und zugleich Kolonialismus auszublenden. Ersteres ergibt sich aus der dem Spiel inhärenten Expansionslogik: Mächte aus dem Norden besiedeln Land im Süden, als sei dieses eine „terra nullius“. Koloniale Konflikte hingegen würden ausgeblendet.

## Trivia
Die Jahreszahlen der einzelnen Anno-Titel haben bewusst alle die Quersumme 9 und sind damit auch Vielfache dieser Zahl. Alle historischen Teile haben einen Abstand von 99 Jahren. Erst mit dem futuristischen Anno 2070 wurde diese Reihenfolge durchbrochen.

## Der Jorgensen-Clan
Seit der Entwicklung der Serie durch Related Designs (heute Blue Byte in Mainz) gibt es in jedem Spiel einen Vertreter des Jorgensen-Clans, einer Dynastie von Künstlern, Philanthropen und Händlern. In chronologischer Reihenfolge lebten im Jahr 1404 Leif Jorgensen, der Minnesänger, 1701 Hendrik Jorgensen, der Dichter, 1800 Bente Jorgensen, die philanthropische Wildkonservatorin, 2070 Tilda Jorgensen, die Vorsitzende einer Insel-Kommune von Umweltschützern und 2205 Ville Jorgensen, ein Händler auf einem Außenposten der Arctic Custodians, einer Gruppe von Klimaschützern. Bis auf Ville Jorgensen, der wie alle Computergegner in Anno 2205 ein Spielgegner ohne eigene Insel ist, stellen alle Vertreter des Jorgensen-Clans auch die einfachsten Computergegner in ihren Spielen dar, doch im Gegensatz zu den mächtigeren Gegnern überdauerte nur der Jorgensen-Clan den Lauf der Zeit.